# Shebaya
El shebaya (shebaye, shebayo, supaye, sapoyo, sapaye, salvaio) és una llengua arawak extingida abans del segle xx de Trinitat i Tobago i potser de la costa veneçolana. Només la testifiquen algunes paraules. Aikhenvald (1999) la classifica amb les llengües ta-arawak.

## Vocabulari
Les 16 paraules shebaya recollides per Laet a finals del segle XVI (Goeje 1939: 4-5, 117-118, Taylor 1977: 15-16) (i Ramirez 2019: 648):
| Català | Shebaya            | Comparacions                                                                        |
| ------ | ------------------ | ----------------------------------------------------------------------------------- |
| cap    | wa-kewij-rrij      | < arawak: aroaqui -kɨu-ʃi, etc.                                                     |
| orella | wa-kenoe-(l)i      | < arawak: aroaqui -kenoi-ʃi                                                         |
| ull    | noejerri(i)        | guinau n-awiʃi, wapixana/aroaqui -awi-nɨ                                            |
| nas    | wa-siba-li / wa-si | < arawak: aroaqui wa-itʃiba                                                         |
| boca   | darrimai-li        | karib mta-rɨ / ndarɨ, mapoyo ndari (?), baré -darebi “lábio”                        |
| dent   | wa-dakoe-li        | < arawak: wapixana/aroaqui -dakʊ                                                    |
| peu    | wa-kehi-rri        | < arawak: wapixana -kedʒi, manao -kii                                               |
| cama   | wa-tabaje          | < arawak: wapixana -tabaʔɨ                                                          |
| sol    | wekoelije          | Proto-Japurá-Colômbia *whekʊ “dia”                                                  |
| lluna  | kizi-rre           | < arawak: mawayana/bahuana kɨɻɨ                                                     |
| arbre  | ata-li             | < arawak: wapixana, etc. ata                                                        |
| pare   | heja               |                                                                                     |
| mare   | hamma              | arawak (parawana, wirina), etc.                                                     |
| fletxa | hewerri            | wapixana beiri                                                                      |
| arc    | hoerapa-lii        | kari’na/pemon-kapon urapa / ɨrapa-rɨ, tupi-guarani wɨrapar-a, manao/parawana kurapa |
| urucu  | anoto              | < karib: cumanacoto/chaima anoto; inglês guianense annatto, espanhol onoto          |